# محمد شاهد
محمد شاهد (اردو: محمد شاہد؛ زادهٔ ۱۰ نوامبر ۱۹۸۴) بازیکن فوتبال اهل پاکستان است.
وی همچنین در تیم‌های ملی فوتبال زیر ۲۳ سال پاکستان و پاکستان بازی کرده است.